# Тервиль, Мария
Мария Тервиль (нем. Maria Terwiel; 7 июня 1910 года, Боппард, Германия — 5 августа 1943 года, Берлин, Германия) — католическая христианка, антифашист, член движения Сопротивления во время Второй мировой войны, член организации «Красная капелла».

## Биография
Мария Тервиль родилась 7 июня 1910 года в Боппард, в Германской империи, в семье высокопоставленного чиновника-немца и еврейки. Окончив гимназию в Штеттине (ныне Щецин в Польше) в 1931 году, получила аттестат зрелости. Изучала право в университетах Фрайбурга (Баден-Вюртемберг) и Мюнхена. Во время учёбы познакомилась со своим женихом Гельмутом Химпелем, врачом-стоматологом. Но по принятым нацистами Нюрнбергским законам, они не смогли пожениться из-за того, что она была наполовину еврейкой. Это обстоятельство также лишало её возможности устроиться на работу по специальности, поэтому она прервала обучение и вернулась к семье в Берлин. Ей удалось устроиться на работу секретарем в немецко-швейцарскую текстильную компанию. Истовая католичка, вместе с женихом, она помогала евреям скрываться от депортации в концентрационные лагеря, выдавала им поддельные удостоверения личности. Вместе они вошли в группу Харро Шульце Бойзена и участвовали во многих акциях «Красной капеллы».

### Арест и казнь
17 сентября 1942 года Мария Тервиль и Гельмут Химпель были арестованы гестапо. 26 января 1943 года Имперский военный трибунал признал их виновными в «государственной измене» и приговорил к высшей мере наказания. В отношении Марии Тервиль приговор был приведен в исполнение 5 августа 1943 года в тюрьме Плёцензее в Берлине.

### Память
Во дворе Университета имени Гумбольдта в Берлин-Митте (Унтер-ден-Линден 6) в честь неё установлен мемориальный камень. В Боппарде, Люнебурге, Карлсруэ и Леверкузене есть улицы, носящие её имя.